# Fundacja Kresy-Syberia
Fundacja Kresy–Syberia (ang. Kresy–Siberia Foundation) – fundacja o zasięgu światowym, powołana do życia w roku 2008 przez Stefana Wiśniowkiego założyciela internetowej grupy dyskusyjnej Kresy-Syberia. 23 marca 2009 wpisana do rejestru stowarzyszeń w KRS. Jej siedzibą jest Warszawa, fundacja posiada oddziały w Australii, Kanadzie, USA i Wielkiej Brytanii.
Celem Fundacji jest promocja i upowszechnianie na skalę światową losów obywateli polskich w czasie II wojny światowej na terenach okupowanej Polski oraz na wychodźstwie.

## Rada naukowa
- Anne Applebaum – autorka książki „Gułag”;
- prof. Mieczysław Biskupski – Central Connecticut State University;
- prof. Daniel Boćkowski – Uniwersytet w Białymstoku;
- prof. Marek Jan Chodakiewicz – Instytut Polityki Międzynarodowej w Waszyngtonie;
- prof. Norman Davies – University of Cambridge;
- sir Martin Gilbert – University of Oxford;
- prof. Krzysztof Jasiewicz – Instytut Studiów Politycznych Polskiej Akademii Nauk;
- prof. Antoni Kuczyński – Uniwersytet Wrocławski;
- prof. Piotr Madajczyk – Instytut Studiów Politycznych Polskiej Akademii Nauk;
- prof. Peter Stachura – University of Stirling;
- prof. Ewa Thompson.

## Historia
17 września 2001 w Internecie, założona przez Stefana Wiśniowskiego powstała grupa dyskusyjna Kresy-Syberia zrzeszająca dzisiaj około 1200 członków z całego świata, głównie przedstawicieli Polonii na Zachodzie, ale też Polacy w kraju i na wschodzie, których korzenie znajdują się na Kresach Wschodnich II RP. Wskutek wydarzeń II wojny światowej, w szczególności represji sowieckich, niemieckich i nacjonalistów ukraińskich, ich rodziny spotkał tragiczny los deportacji, walki o przetrwanie i życie poza granicami kraju. Grupa zrzesza Sybiraków, osób z Kresów Wschodnich, weteranów Polskich Sił Zbrojnych na Zachodzie, ich dzieci i wnuki mieszkające w Polsce oraz poza jej granicami. Jej głównym celem jest upowszechnianie, upamiętnianie i badanie losów obywateli polskich II RP w czasie II wojny światowej.

## Wirtualne Muzeum Kresy-Syberia
Na stronie internetowej Wirtualnego Muzeum Kresy-Syberia i dotyczą historii Polaków w XX wieku - w tym życia na Kresach Wschodnich, życia pod okupacją niemiecką i sowiecką, w czasie II wojny światowej i bezpośrednio po jej zakończeniu. Zbiory stanowią dokumentację losów obywateli polskich zarówno na terenach okupowanych w czasie II wojny światowej, jak i na uchodźstwie. Zamieszczone na stronie internetowej fotografie pochodzą z kolekcji osób prywatnych, kolekcji organizacji państwowych i pozarządowych - w tym m.in. Archiwum Akt Nowych i Centralnego Archiwum Wojskowego w Warszawie, Fundacji Ośrodka Karta, Instytutu Piłsudskiego i Instytutu i Muzeum im. Gen. Sikorskiego w Londynie, Stowarzyszenia Memoriał w Moskwie oraz z publikacji książkowych. 